# Football Leaks
Football Leaks — веб-сайт, публикующий информацию об оплате футбольных трансферов, заработной плате и контрактах известных футболистов. Сайт называют футбольным аналогом WikiLeaks.

## Известные утечки
Публикации закрытой информации об известных «футболистах начались на Football Leaks в сентябре 2015 года. Первая утечка касалась соглашений между клубом Твенте» и Дойен Спорт, что привело к трёхлетнему запрету от Королевского футбольного союза Нидерландов на участие Твенте в европейских футбольных чемпионатах. Сайт публиковал информацию о платеже «Монако» в €43 млн, тогда как многие СМИ оценивали платеж в €60 млн. Сайт выявил что Неймар при переходе в «Барселону», получил 8,5 млн евро за подписание, а его зарплата составляет €77,000 в неделю. Платеж предыдущему клубу (buyout clause) составил €190 млн. Сайт сообщил, что переход Гарета Бэйла из «Тоттенхэма» в «Реал» стоил более €100 млн, что превышает сумму в €96 млн, которую клуб ранее заплатил за Криштиану Роналду. Сайт сообщил, что Роналду заработал 1,1 млн евро за фотосет с Mobily в 2012 году. Сайт также сообщил, что переход Хамеса Родригеса из «Монако» в «Реал» сопровождался платежом в 75 миллионов евро (и еще до 15 миллионов евро при определенных условиях).
В январе 2016 появились сообщения о расследовании деятельности сайта со стороны португальских властей по заявлениям о шантаже и вымогательстве. В феврале президент испанской футбольной лиги, Хавьер Тебас обвинил ФИФА в утечке подробностей контрактов трёх игроков Ла Лиги. В апреле 2016 года авторы сайта объявили о временном прекращении публикации утечек.
3 декабря 2016 года на сайте появилось сообщение, что Der Spiegel, European Investigative Collaborations (EIC), The Sunday Times (UK) и Expresso (Portugal) начали публиковать данные о налоговой оптимизации доходов ряда известных футболистов. Часть данных была собрана при участии сайта.
В опубликованных данных рядом стоят имена Дмитрия Рыболовлева и Жорже Мендеша. Рыболовлев, являющийся владельцем футбольного клуба Монако, обвиняется в создании секретного фонда для запрещенной скупки долей в игроках (Third Party Ownership) и отмывании денег в пользу португальского спортивного агента Мендеса и его компании Gestifute. В ноябре 2018 года Football Leaks сообщил, что под прикрытием велись переговоры о создании нового континентального клубного соревнования, Европейской Суперлиги, которая должна была начать играть в 2021 году, но в итоге этого не произошло, хотя Суперлига была объявлена в 2021 году. В том же месяце сайт заявил, что "Манчестер Сити" и "Пари Сен-Жермен" нарушают правила финансового fair play УЕФА. Более чем за год до этого "Манчестер Сити" понес наказание от УЕФА за точно такой же вопрос, а через месяц после этого УЕФА снял с "Пари Сен-Жермен" обвинения в нарушении правил ФФП, и это решение было поддержано Спортивным арбитражным судом в марте 2019 года.

## Создатели
Создатели сайта остаются анонимными. Один из них давал интервью журналу «Шпигель» в феврале 2016 года, при этом он использовал псевдоним Джон.